# Citriphaga mixta
Citriphaga mixta är en skalbaggsart som beskrevs av Lea 1919. Citriphaga mixta ingår i släktet Citriphaga och familjen långhorningar. Inga underarter finns listade i Catalogue of Life.